# Малая Бургуста
Малая Бургуста — хутор в Пролетарском районе Ростовской области. 
Входит в состав Ковринского сельского поселения.

## География
Хутор расположен в пределах Сальско-Манычской гряды, являющейся широтным продолжением Ергенинской возвышенности, при балке Малая Бургуста (бассейн Маныча), на высоте 147 метров над уровнем моря. Рельеф местности — холмисто-равнинный. В балке имеются пруды. Хутор окружён полями, имеются полезащитные лесонасаждения. Почвы чернозёмы южные. Почвообразующие породы — глины и суглинки.
По автомобильной дороге расстояние до Ростова-на-Дону составляет 240 км, до районного центра города Пролетарск — 49 км, до административного центра сельского поселения хутора Коврино — 7 км.
Часовой пояс
Малая Бургуста, как и вся Ростовская область, находится в часовой зоне МСК (московское время). Смещение применяемого времени относительно UTC составляет +3:00.

## История
Основано в конце XIX века в процессе активного заселения Сальско-Манычского междуречья как временное поселение Мало-Бургустинское в юрте калмыцкой станицы Платовской. Согласно первой Всероссийской переписи населения 1897 года в поселении проживало 53 души мужского и 47 женского пола.
В результате Гражданской войны и переселения на территорию образованной в 1920 году Калмыцкой АО калмыцкое население края резко сократилось, тем не менее население хутора выросло. Согласно первой Всесоюзной переписи населения 1926 года население хутора составило 363 человек, калмыки в хуторе не проживали, большинство населения составили украинцы — 291 и великороссы — 58.
Как и другие населённые пункты Пролетарского района, в конце июля 1942 года хутор был оккупирован, освобожден в конце января 1943 года.

## Население
Динамика численности населения
| 1897 | 1915 | 1926 |
| ---- | ---- | ---- |
| 100  | 137  | 363  |

| 2010 |
| ---- |
| 124  |

## Улицы
- ул. Бригантина,
- ул. Мира,
- ул Степная.